# Kara (Kodeks wykroczeń)
Kara za wykroczenie – konsekwencja popełnienia wykroczenia, którą jest określona przez prawo wykroczeń dolegliwość i w której wyraża się dezaprobata czynu, a czasami również osoby sprawcy.
Karami za wykroczenia są:
- kara nagany,
- kara grzywny,
- kara ograniczenia wolności,
- kara aresztu.

Kary za wykroczenia w postępowaniu mandatowym wymierzają wskazane ustawowo organy, a nad tym postępowaniem kontrolę sprawują sądy. W pozostałych przypadkach kary za wykroczenia orzekają sądy.
Do 17 października 2001 sądownictwo nie miało możliwości orzekania w pierwszej instancji kar za wykroczenia – robiły to kolegia do spraw wykroczeń, czyli organy administracji publicznej. Zostały one zlikwidowane w 2001 roku na mocy Konstytucji.